# Моника Ава
Моника Ава (ест. Moonika Aava; Харков, 19. јун 1979) бивша естонска атлетичарка репрезентативка у бацању копља. Била је чланица АК Алтиус из Пјарна, а тренер јој је био Томас Мерил. Њен лични рекорд је 61,42 метара постигнут 2. августа 2004. у Талину, био је национални рекорд пуних 10. година.
Ава је освајала националних првенстава у 1995, 1996, 2000, 2001. и 2002. године. Њен највећи успех на међународној сцени било је треће нместо на Европском првенству за млађе сениоре 2001. у Амстердаму

## Значајнији резултати
| Датум                 | Такмичење                                | Место                 | Пласман               | Резултат (м)          |
| Представљала Естонију | Представљала Естонију                    | Представљала Естонију | Представљала Естонију | Представљала Естонију |
| --------------------- | ---------------------------------------- | --------------------- | --------------------- | --------------------- |
| 1996.                 | Светско јуниорско првенство              | Сиднеј, Аустралија    | 15.                   | 49,44                 |
| 1999.                 | Европско првенство за млаше сениоре У-23 | Гетеборг, Шведска     | 8.                    | 50,23                 |
| 2001.                 | Европско првенство за млаше сениоре У-23 | Амстердам, Холандија  |                       | 56.12                 |
| 2004.                 | Олимпијске игре                          | Атина, Грчка          | 33                    | 54,96                 |
| 2005.                 | Светско првенство                        | Хелсинки, Финска      | 14.                   | 54,44                 |
| 2008.                 | Европски зимски куп                      | Сплит, Хрватска       | 9.                    | 55,43                 |
| 2008.                 | Олимпијске игре                          | Пекинг, Кина          | 26                    | 56,94                 |
| 2009.                 | Европски зимски куп                      | Тенерифе, Шпанија     |                       | 60,76                 |
| 2009.                 | Европско екипно првенство                | Берген, Норвешка      |                       | 54,97                 |
| 2009.                 | Светско првенство                        | Берлин, Немачка       | 26.                   | 53,86                 |